# Aleksander Gierymski

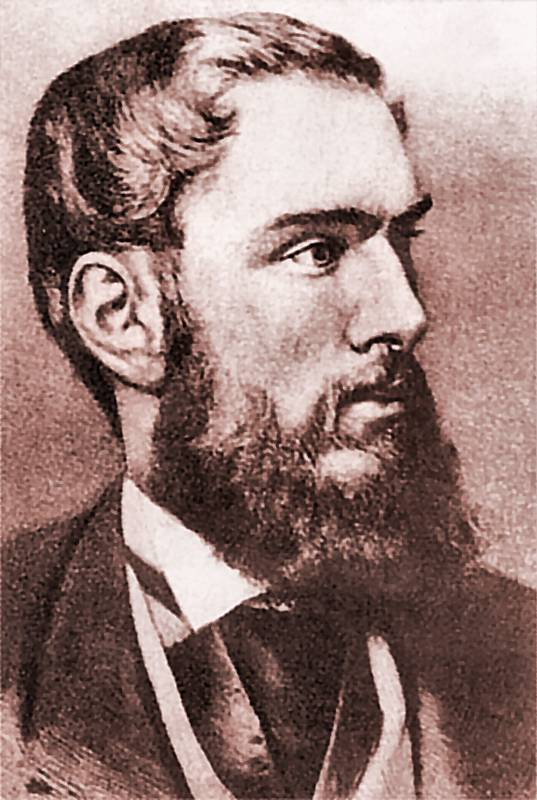
Maksymilian Gierymski (asi 1872)

Ignacy Aleksander Gierymski (30. ledna 1850 Varšava – zemřel mezi 6. a 8. březnem 1901 Řím) byl polský malíř, představitel realismu, předchůdce polského impresionismu, mladší bratr malíře Maksymiliana Gierymskeho.

## Biografie
Alexander Gierymski absolvoval třetí státní gymnázium ve Varšavě roku 1867, ve stejném roce začal také studovat na zdejší Akademii výtvarných umění (polsky Akademia Sztuk Pięknych w Warszawie). V letech 1868–1872 studoval na Akademii výtvarných umění v Mnichově, kde absolvoval se zlatou medailí. Ocenění získal za svou práci „Benátský kupec“. V roce 1869 navštěvoval spolu se svým bratrem soukromý ateliér Františka Adama. Během tohoto období začal pracovat jako ilustrátor varšavských časopisů, později německých a rakouských. Doprovázel svého nemocného bratra během jeho pobytu v alpských lázeňských městech.
V letech 1873–1874 pobýval v Itálii, a to hlavně v Římě. Tam vznikly dva z jeho prvních známých obrazů: „Římský hostinec“ a „Hra o Mora“. Oba obrazy upoutaly pozornost publika i kritiky. Od konce 1875 do 1879 byl umělec znovu v Římě. Intenzivně pracoval na dalším zlepšování svého řemesla, věnoval spoustu času studu italského malířství.
Vrcholné období tvořivosti Gierymskiho bylo v letech 1879–1888, které umělec strávil ve Varšavě. Během tohoto období se připojil ke skupině mladých spisovatelů a malířů ovlivněných pozitivismem, spjatýchs týdeníkem „Wędrowiec“. Jeho nejlepší obrazy vytvořené ve Varšavě jsou „Židovská žena s pomeranči“, „Brána na Starém Městě“, „Marina na Solecu“, „Svátek trumpet“. Skvělá práce z varšavského období však nenalezla dostatečné pochopení v tehdejší polské společnosti. Umělec, nepochopený a nedoceněný, z Varšavy roku 1888 odešel. Pobýval pak především v Německu a Francii.
Krátkodobý pobyt v Krakově v letech 1893–1895 způsobil novou vlnu zájmu o jeho dílo, namaloval tehdy „Vesnickou rakev“.
Poslední léta svého života prožil Gierymski v Itálii. Zemřel mezi 6. a 8. březnem 1901 v Římě, pohřben byl 10. března 1901 na hřbitově Campo Verano v Římě.

## Fotogalerie

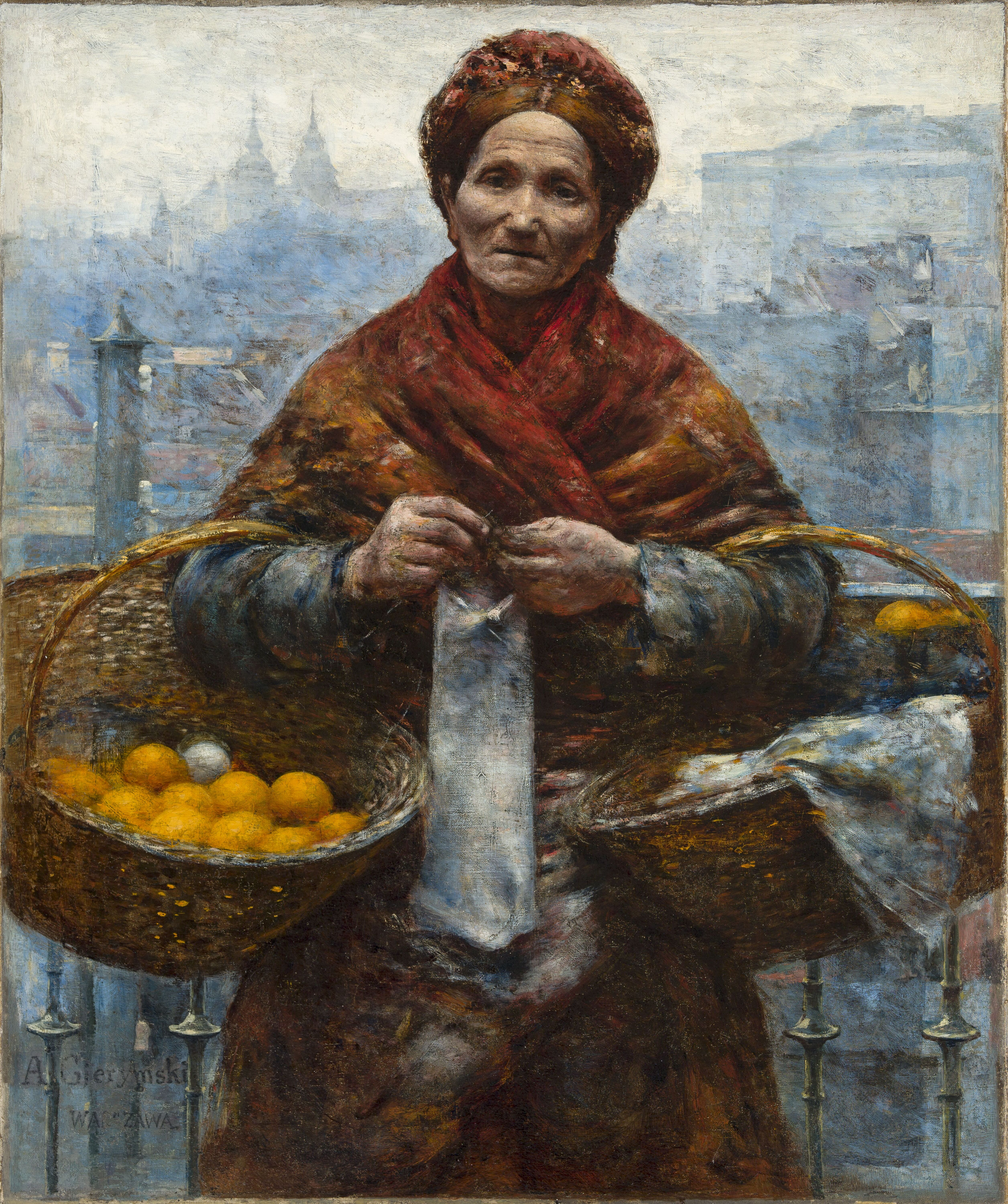
Židovská žena s pomeranči
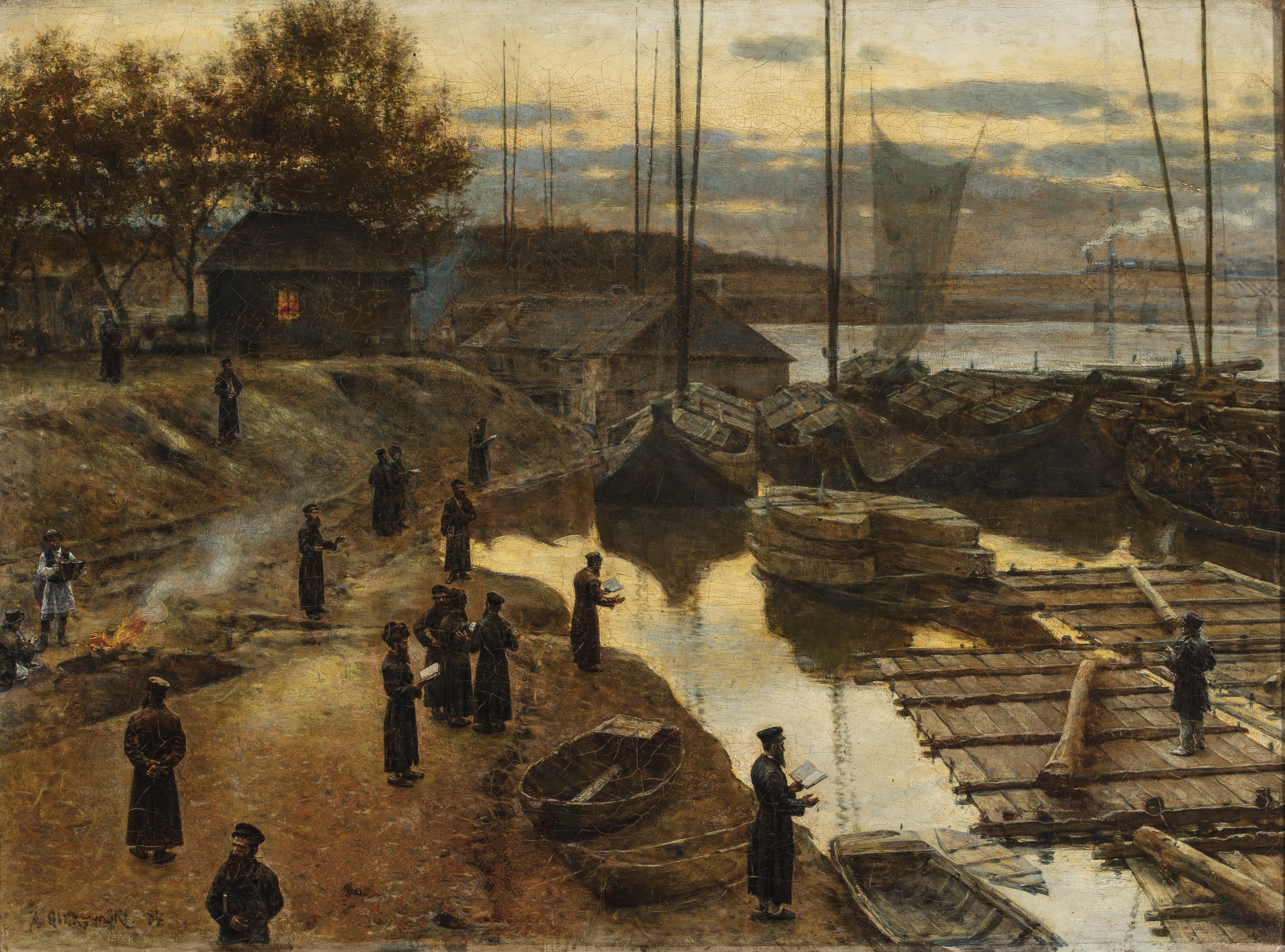
Svátek trumpet I
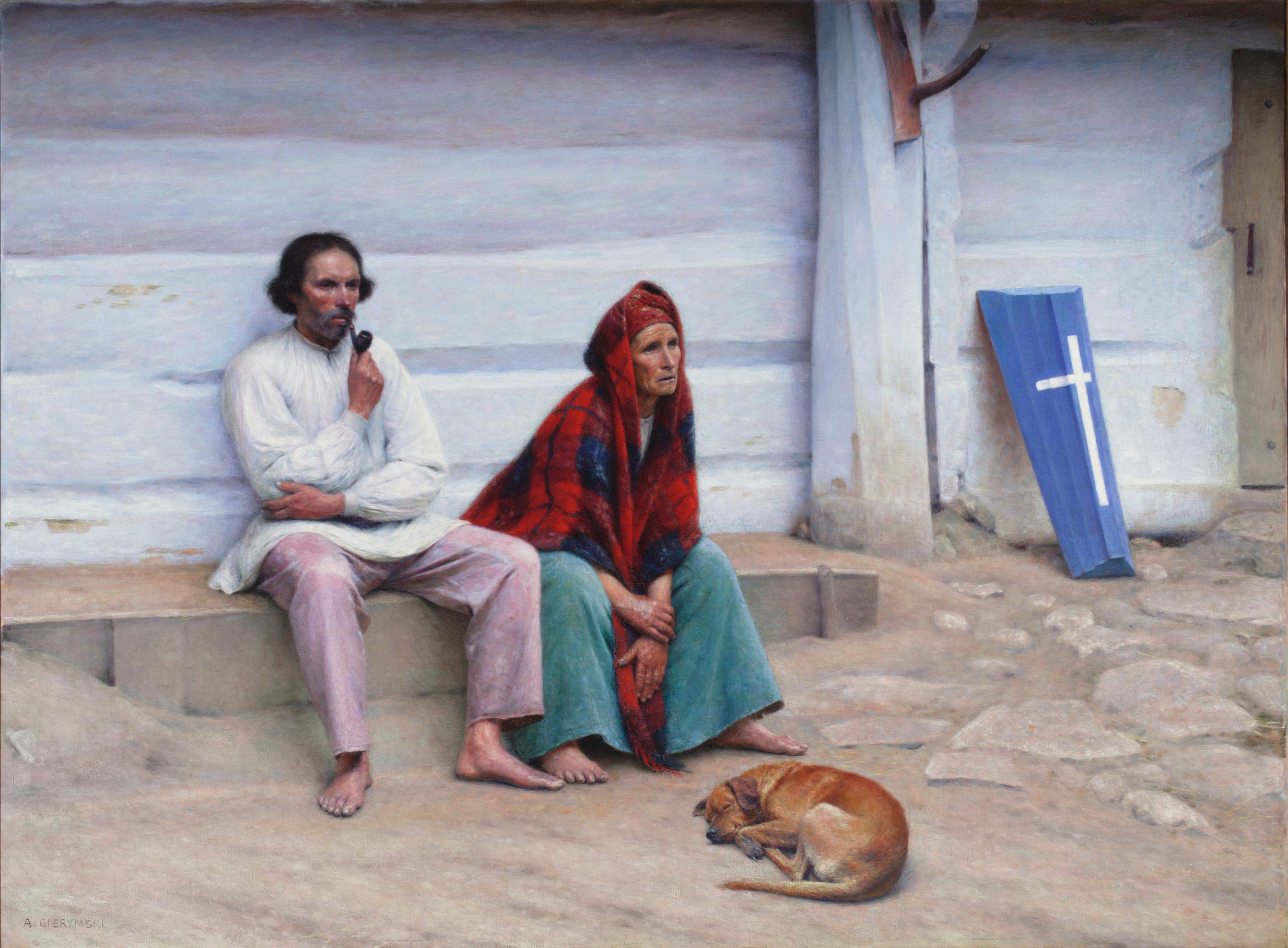
Vesnická rakev
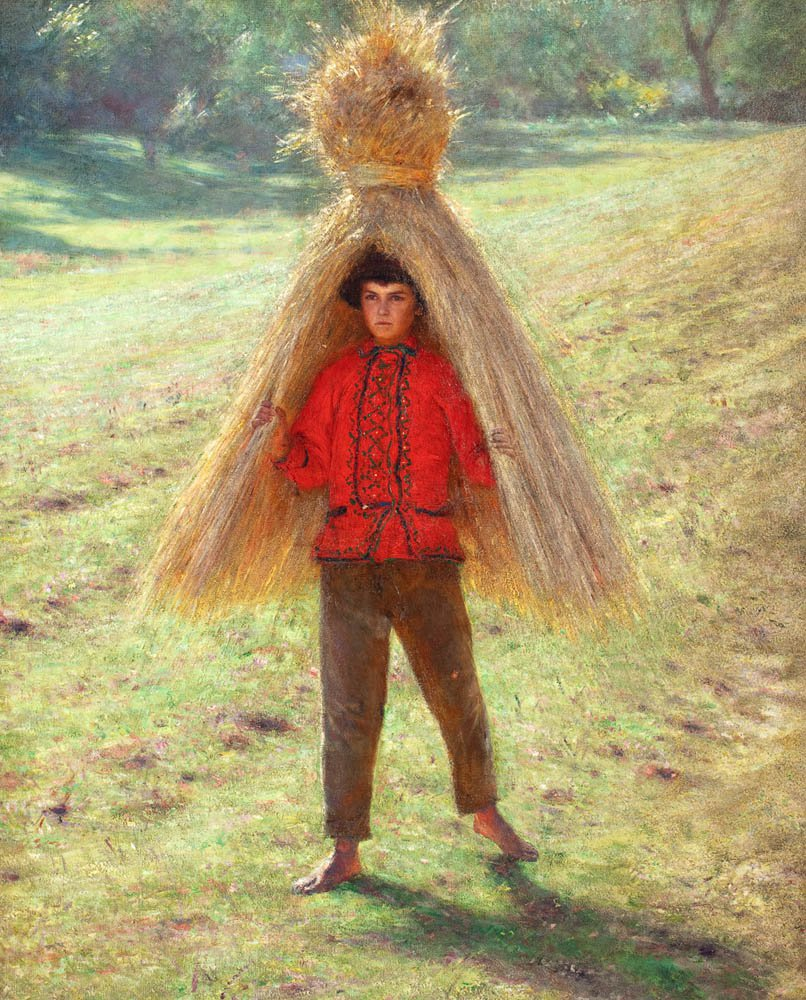
Chlapec nesoucí svazek
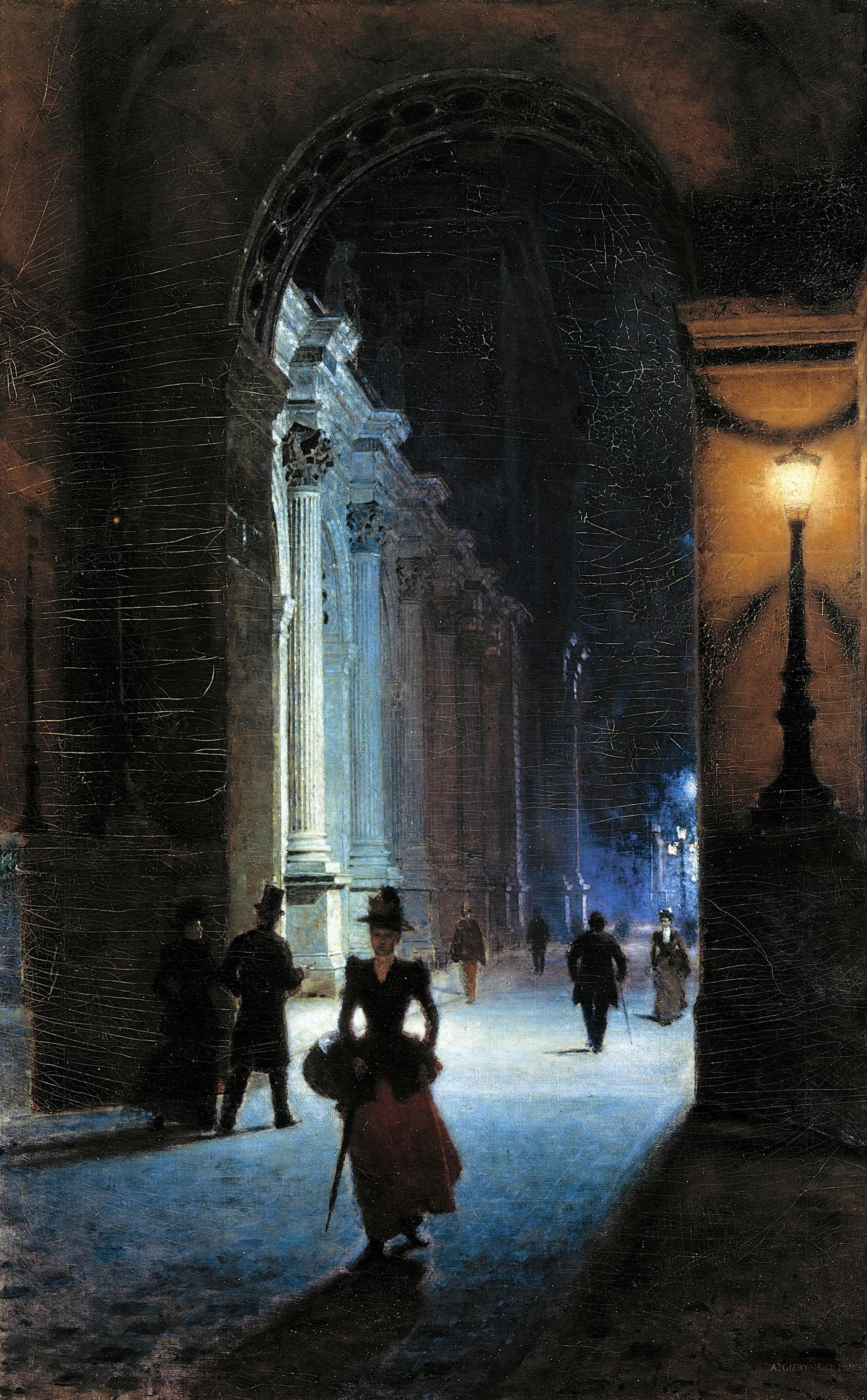
Louvre v noci
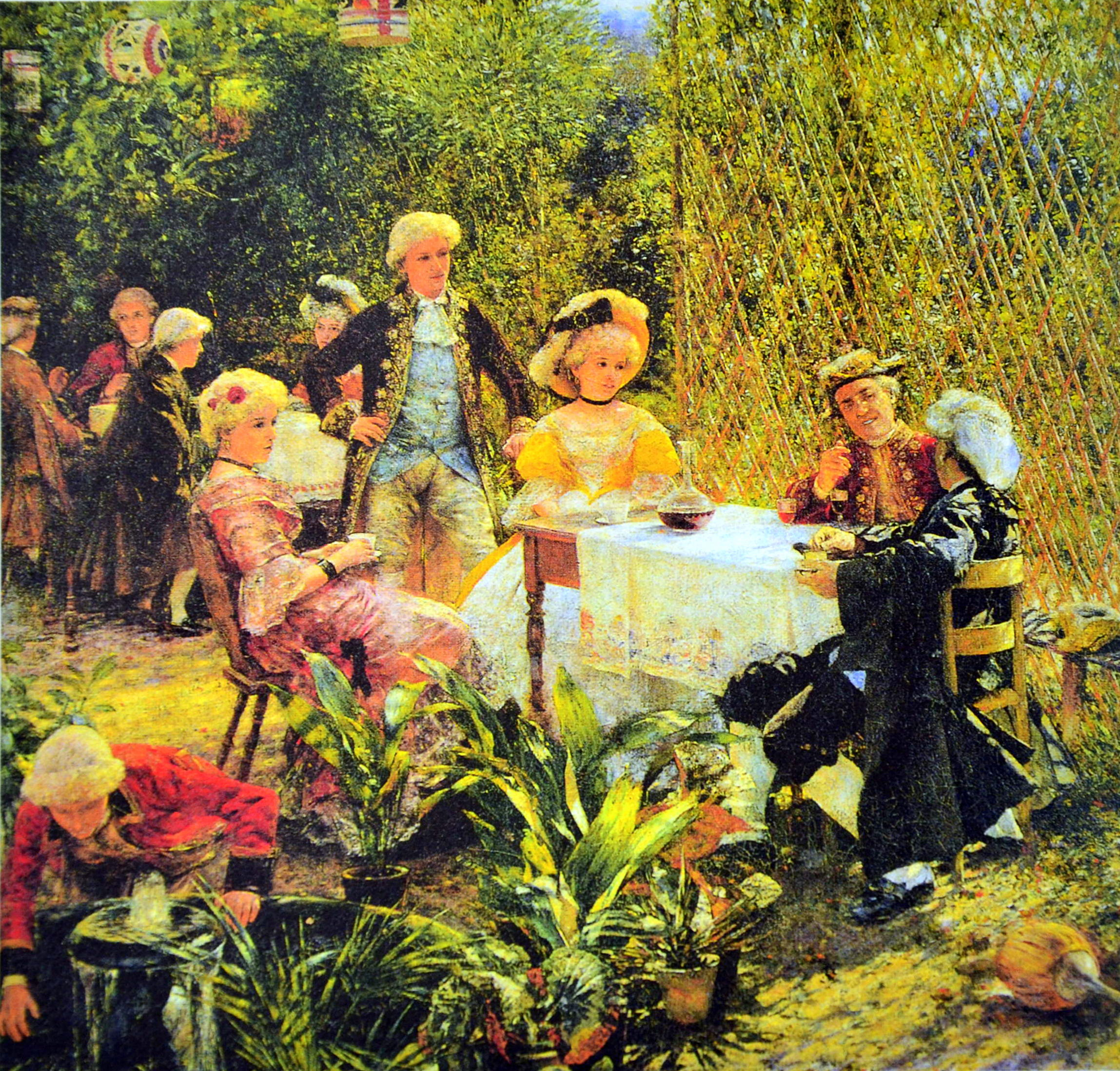
V altánku
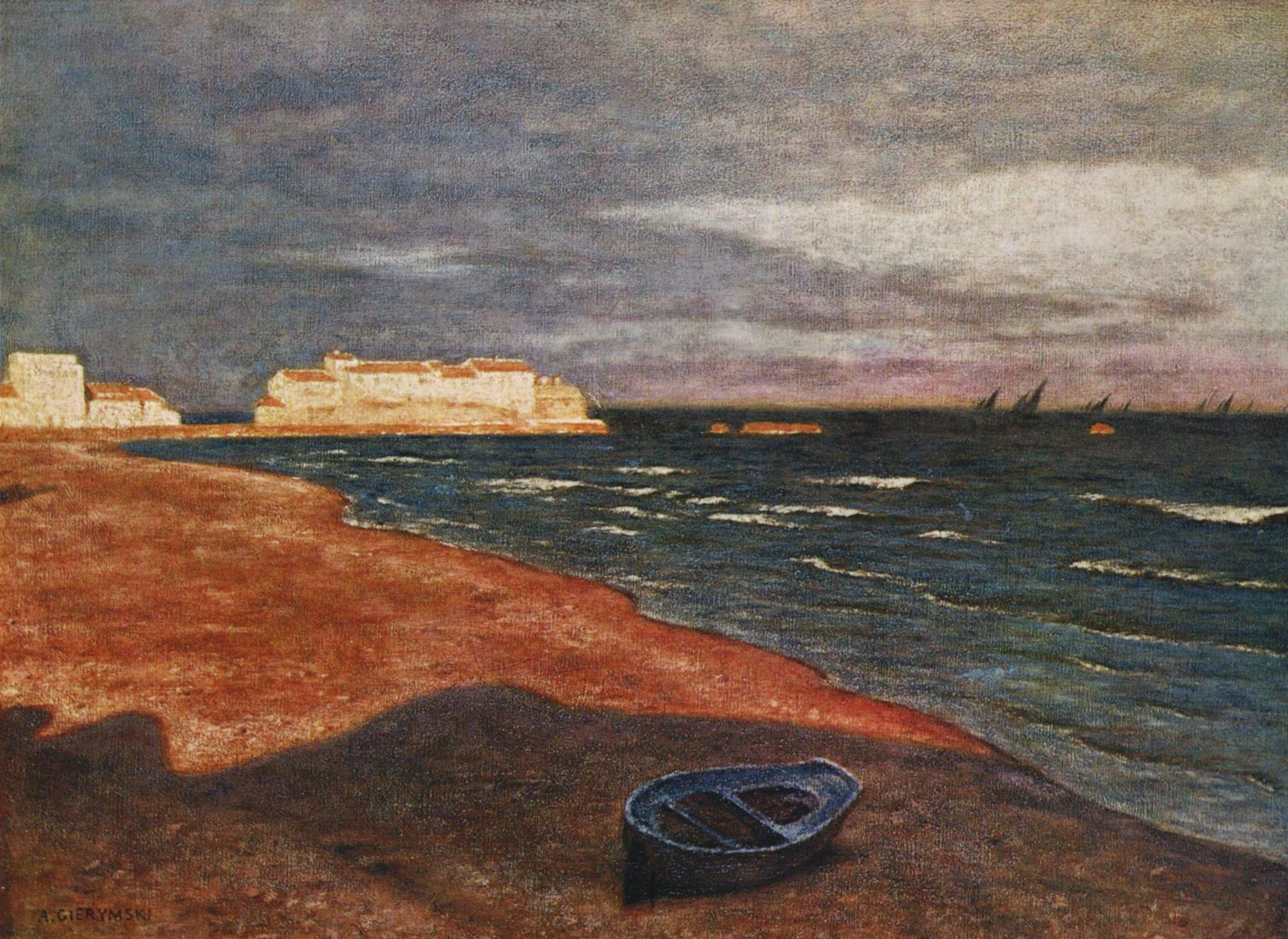
Moře
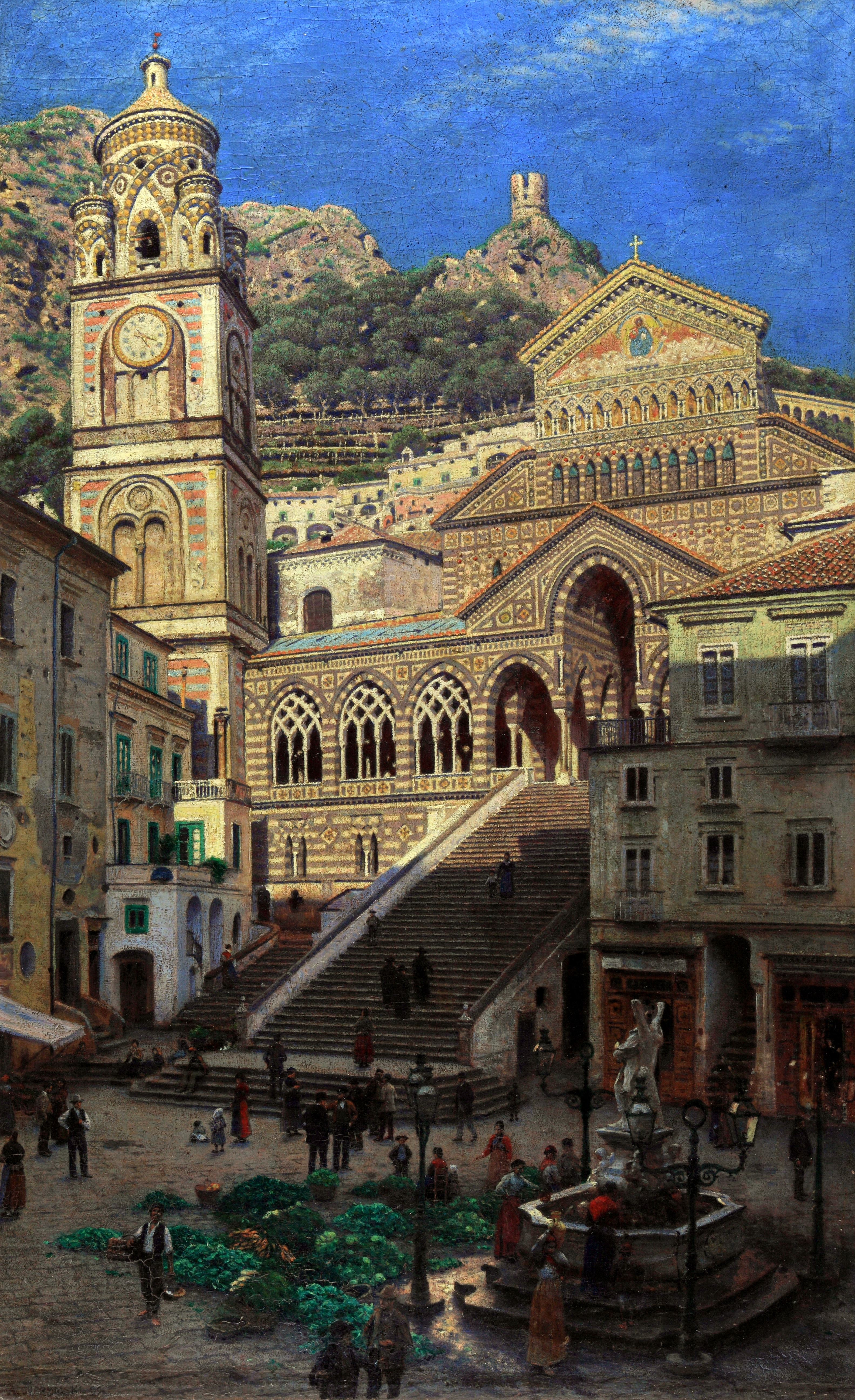
Katedrála v Amalfi